# 대탈주
《대탈주》는 제2차 세계 대전 당시 연합군 포로들의 탈출을 그린 영화이다.

## 출연

### 주연
- 스티브 맥퀸
- 제임스 가너
- 리차드 아텐보로

### 조연
- 제임스 도날드
- 찰스 브론슨
- 도널드 플레젠스
- 제임스 코번
- 한스 메셈머
- 데이비드 맥컬럼
- 고든 잭슨
- 존 레이톤
- 앵거스 레니

## 기타
- 원작자: 폴 브릭힐
- 미술: 페르난도 카레르
- 배역: 린 스터마스터